# Jan Mukařovský
Jan Mukařovský, född 11 november 1891 i Písek, död 8 februari 1975 i Prag, var en tjeckisk litteraturteoretiker, semiotiker och filosof. Han var en av ledarna för Pragskolan. Han var professor vid Bratislavas universitet från 1934 till 1938 och vid Karlsuniversitetet i Prag från 1938 till 1939, då det stängdes av den nazistiska ockupationsmakten. Mukařovský gjorde viktiga insatser inom den lingvistiska strukturalismen och var influerad av Ferdinand de Saussures språkforskning samt den ryska formalismen.